# Scirtes orbicularis
Scirtes orbicularis là một loài bọ cánh cứng trong họ Scirtidae. Loài này được Panzer miêu tả khoa học năm 1793.